# Le Roi d'Amatibou
Le Roi d'Amatibou est une comédie en quatre actes d'Eugène Labiche et Edmond Cottinet, musique de Hervé, représentée pour la 1re fois à Paris au Théâtre du Palais-Royal le 27 novembre 1868.